# 闇サイト
闇サイト（やみサイト）とは、犯罪などの違法行為の勧誘を主目的としているウェブサイトの総称を示すマスコミの造語である。ネット社会においては一般的に「アングラサイト」と呼ばれることが多い。

## 概要
殺人や恐喝などの犯罪行為の請負や、違法行為の仲間を求めるものなど、反社会的な問題行為に荷担してしまうものが殆どである（但し、全ての闇サイトが違法であるというわけではない。例えば自殺の具体的手法を解説したサイトは一般的に反社会的であるとみなされるが、法律上の関係から犯罪ではない）。
単語そのものは、2005年10月頃からメディアで使われ始めたが、闇サイトの名が一躍有名になったのは2007年の闇サイト殺人事件がきっかけで、同年の新語・流行語大賞の候補語にもなった。
こうしたサイト立ち上げの動機は、日本テレビの『NEWS ZERO』が行った取材によると、広告収入（アフィリエイト）を目的にサイトを立ち上げ、犯罪の勧誘が行われても無関心という開設者の実態が報道されており、日刊ナックルズが闇サイト運営者へ直接行った取材でも、その運営者が広告収入目的で立ち上げたことを告白しているなど、広告収入目的で立ち上げられた例が報道されている。
闇サイトの中には、法執行機関がおとり捜査を行うものがあるとされ、2008年に閉鎖されたボットネットの情報交換サイトはFBIのおとりサイトだった。

## 闇サイトの例
- 拳銃、違法薬物を売買するもの[7]
- 個人情報を売買するもの
- 銀行口座の売買[8]
- 携帯電話の名義貸し[8]
- 児童ポルノに該当する媒体を扱うもの[7]
- わいせつ画像を公開するもの
- 特定の個人への誹謗･中傷などを書き込むもの
- 違法行為を奨励するもの
  - 殺人依頼など、違法行為の依頼や仲間を募集をするもの[7]
  - 児童との淫行（売春）を助長するもの
  - 集団自殺志願者を募るもの（→自殺系サイト）[7]

## 闇サイトが原因となった事件
- 自殺サイト殺人事件
- 闇サイト殺人事件
- 田園調布女子中学生誘拐事件[9]
- 女性看護師遺棄事件